# Losenrade
Losenrade is een plaats en voormalige gemeente in de Duitse deelstaat Saksen-Anhalt, en maakt deel uit van de Landkreis Stendal.
Losenrade telt 161 inwoners.